# Белые Берега (станция)
Бе́лые Берега́ — железнодорожная станция на линии Брянск — Орёл, расположенная в посёлке городского типа Белые Берега — пригороде Брянска.

## История
Станция была построена в 1868 году одновременно со строительством Орловско-Витебской железной дороги, исходя из технической необходимости. Название станции происходит от старинного монастыря Белобережская пустынь, расположенного в 8 км отсюда. В XIX веке станция Белые Берега в грузопассажирском отношении использовалась преимущественно для погрузки лесоматериалов. В 1920-е годы наличие железнодорожной станции стало причиной выбора этого места для строительства Брянской ГРЭС, при которой сформировался современный посёлок городского типа.

Белые Берега. Довоенное здание вокзала (кон. XIX в.)

## Станция сегодня
На станции Белые Берега заканчивается электрифицированный участок линии Брянск — Орёл (контактный провод подвешен лишь над первым путём). В советское время планировалось продлить электрификацию вплоть до Орла, но этот план не был реализован из-за невозможности устроить на данном участке стык родов тока. До конца XX века сюда ходили из Брянска пригородные электропоезда; в настоящее время ходят только автомотрисы (далее на Карачев и Орёл), ежедневно 5—6 пар. До начала XXI века здесь делали обязательную остановку все поезда дальнего следования; в настоящее время некоторые пассажирские поезда (Волгоград — Брест, Гомель — Адлер) делают здесь лишь техническую остановку.
Территория станции благоустроена, имеется несколько служебных построек, бесплатный туалет.

### Вокзал
Старинный высокий деревянный вокзал сгорел в годы Великой Отечественной войны; в 1952 году было построено нынешнее типовое кирпичное одноэтажное здание вокзала. Вокзал стоит ниже уровня железнодорожных путей и смотрится непрезентабельно. С 2007 года ведётся его ремонт; по этой причине доступ внутрь вокзала бывает закрыт, единственная билетная касса, расположенная внутри вокзала, работает нерегулярно.

### Платформы
Главная пассажирская платформа (1-я) имеет длину, достаточную для приёма поездов длиной до 18 вагонов. Вторая промежуточная (островная) платформа предназначена для обслуживания пригородных поездов, прибывших на второй путь (используется редко).

### Подъездные пути
От станции Белые Берега отходит подъездной путь, разветвляющийся на два направления: первое — к бывшему Белобережскому домостроительному комбинату и далее к складам (ныне таможенный терминал); второе — к бывшей узкоколейной станции (ныне не существует; территория используется в складских целях) и Брянской ГРЭС.

## Прилегающие улицы
- улица Вокзальная
- улица Привокзальная
- переулок Вокзальный
- улица Чкалова
- улица Урицкого
- проезд им. 1 Мая